# Grubehus
Et grubehus er en mindre bygning delvist nedgravet i jorden og ofte med en arne. Bygningstypen kendes fra jernalderen til tidlig middelalder.
Grubehuse er udgravet flere steder i landet, og en del museer og historiske værksteder har udført rekonstruktioner. Bl.a. Moesgård, Museum Sønderjylland og Vikingelandsbyen i Albertslund.
| - Eksempler på grubehuse - Grubehus, Rosstal og Sussex - Rekonstruktion af et slavisk grubehus, 900-1000 - Rekonstruktion |